# Ceratinopsis gosibia
Ceratinopsis gosibia là một loài nhện trong họ Linyphiidae.
Loài này thuộc chi Ceratinopsis. Ceratinopsis gosibia được Ralph Vary Chamberlin miêu tả năm 1949.